# Anjouovci

Původní erb rodu Kapet-Anjou.

Pozdější erb rodu Kapet Anjou (králů Jeruzaléma).

Anjouovci bylo jméno několika panovnických rodů, pocházejících z francouzského hrabství a později vévodství Anjou.
V období od 9. do 12. století se v oblasti západní Francie etablovalo dědičné anjouovské hrabství s cetrem ve městě Angers. Z anjouvoského rodu vzešli panovníci rozlehlé anjouovské říše, anglické královské dynastie Plantagenetů a vládců křižáckého jeruzalémského království. Ve 13. století se hrabství dostalo pod moc francouzského království a kapetovští Anjouovci se stali vládci sicilského království a později dalších území, království neapolského, uherského nebo polského. Jako dědicové vévody z Anjou, krále Filipa V. si titul dosud nárokuje španělský panovnický rod Bourbon-Anjou.

## Původ jména a titulu
V dobách římské Galie sídlil na okraji Armoriky keltský kmen Andekávů (Andegávů, Andů) a po nich bylo později pojmenované město dříve nazývané Juliomagus. Z těchto jmen se v průběhu staletí vyvinuly tři odlišné názvy: Angers pro město, Anjou pro území a angevin jako přídavné jméno k území, synonymum pro d'Anjou.
Klíčový význam nabylo území v druhé polovině 9. století, kdy bylo součástí západofranské říše. Ze západu je ohrožovalo nově zřízené keltské bretaňské království a od severu nájezdy germánských Vikingů. Karel Holý zde proto zřídil ochranou marku a jejím obráncům pak byl udílen titul vikomt z Angers a hrabě z Anjou. Na severu se ještě nacházelo nárazníkové hrabství Maine s centrem v Le Mans.
Hraběcí titul z Anjou získal Robert Silný a po něm jeho syn Odo Pařížský, zakladatel franské královské dynastie Robertovců. Toto faktické dědičné předání hrabství se však většinou ještě nepovažuje za dědičnou dynastii z Anjou.

## Ingelgerovci (930–1060)
Za první dědičnou dynastii hrabství z Anjou je většinou (viz výše) považováni Ingelgerové, mužští potomci vikomta z Angers Ingelgera († 889). Dynastie také bývá nazývána Fulko-Geoffroy podle jmen jejich členů. Prvním z nich byl Ingelgerův syn, dlouholetý vikomt Fulko I. z Anjou, posledním Geoffroy II. z Anjou, který zemřel bez mužských potomků.
V tomto období byly vhodné podmínky pro rozvoj rodové moci a bohatství. Vzestupu regionálních hrabství a vévodství nahrávala chybějící silná ústřední královská moc a zároveň pominuly vážné hrozby z Bretaně a od vikinských Normanů, když bylo ustaveno bretaňské a normandské vévodství formálně podřízené králi. V Angers byl vystavěn hraběcí palác, který byl později za Kapetovců přestavěn na mohutný hrad Angers.

## Anjouovci z Gâtinais a Plantagenetové
Jako první nebo druhá dynastie Anjouovců (po Ingelgerovcích) se označuje rod francouzských hrabat původně z Gâtinais (Château-Landonové), který roku 1060 zdědil rozsáhlá panství hrabat z Anjou a Maine. Zakladatelem rodu byl synovec Geoffroye II. z Anjou a jeho jmenovec Geoffroy III. z Anjou, syn jeho sestry Ermengardy z Anjou a Geoffroye Ferréola, po kterém zdědil titul hrabě z Gâtinais.
Fulko V. z Anjou se oženil s Melisendou Jeruzalémskou a roku 1131 se stal králem křižáckého jeruzalémského království v Levantě. Jeho nejstarší syn Geoffroy V. z Anjou zvaný Plantagenet se stal normandským vévodou a jeho syn Jindřich II. anglickým králem, zakladatelem větve Anjouovců, která vládla nejdříve tzv. anjouovské říši, později jen Anglii a některým pevninským državám a která byla teprve dodatečně pojmenovaná Plantageneti. Z mladší větve Anjouovců pocházeli další jeruzalémští králové.
Plantageneti vymřeli po meči roku 1399 Richardem II., jejich vedlejší větve Lancasterové a Yorkové spolu vedli války růží a vymřeli Richardem III. v roce 1485. Mladší větev tohoto rodu Anjouovců vymřela v mužské linii Balduinem IV. Jeruzalémským již roku 1185.

## Kapetovští Anjouovci a Sicilské království
Ve 13. století se hrabství Anjou dostalo do mocenské sféry francouzských králů, když Filip II. August získal francouzské državy Plantageneta Jana Bezzemka.
Kapetovsko-anjouovská dynastie, zejména ve střední Evropě označovaná jako Anjouovci, byla vedlejší větví rodu Kapetovců založená Karlem I. z Anjou, mladším bratrem francouzského krále Ludvíka IX. Vládla od roku 1245 v Provenci, od roku 1246 v Anjou, od roku 1266 v Neapolsku a na Sicílii, od roku 1308 v Uhrách a od roku 1370 v Polsku.
Roku 1266 udělila papežská kurie Sicilské království v léno právě Karlovi. Ten porazil roku 1266 nemanželského syna císaře Fridricha II. Manfréda a 1268 Fridrichova mladičkého vnuka Konradina, kterého poté nechal v Neapoli popravit. Vládu v království však neudržel dlouho.
Roku 1282 vypuklo proti Francouzům rozsáhlé povstání na Sicílii, které vešlo do dějin pod názvem sicilské nešpory. Příčinou byl daňový útlak vlády krále, který se neustále pokoušel o další expanzivní politiku, mimo jiné na území obnovené Byzantské říše. Proto povstání finančně podpořil byzantský císař Michael VIII. Palaiologos. Jako svého krále přijali vzbouření Sicilané Manfredova zetě, aragonského krále Petra III. Ten ovšem ovládl pouze ostrov Sicílii, zatímco pevninská část království zůstala v anjouovských rukou. V roce 1282 tak Karel z Anjou ztratil titul sicilského krále, ale jako neapolský král se na trůně udržel. Jeho následníci vládli Neapoli až do roku 1435.
Po dvaceti letech bojů byla roku 1302 uzavřena mírová smlouva, kterou byla uznána samostatnost ostrovního Sicilského království v čele s aragonskou dynastií.

### Anjouovci v dalších zemích
- Dynastie Kapet-Anjou zahrnovala i větev, která vládla
  - Uhrám v letech 1308–1385, 1386–1395) (Karel I. Robert, Ludvík I. Veliký a Marie Uherská) a
  - Polsku v letech 1370–1399 (Ludvík I. Veliký a Hedvika z Anjou).
- Tarentští Anjouovci byli titulárními vládci
  - Latinského císařství).
- Dračští Anjouovci vládli
  - Neapoli v letech 1382–1435 a
  - Uhrám v letech 1385–1386 (Karel III. Neapolský).

Dynastie vymřela po meči Ladislavem Neapolským v roce 1414, v ženské linii pak jeho sestrou Johanou II. v roce 1435.

## Valois-Anjou (1351–1481)
Ve 14. století byla založena další linie Anjouovců z dynastie Valois, vedlejší větve Kapetovců. Zakladatelem dynastie byl Ludvík z Anjou, kterému titul hraběte v roce 1351 udělil jeho otec, francouzský král Jan II. Dobrý. Hrabství bylo záhy povýšeno na vévodství a po smrti vévody Karla V. z Anjou v roce 1481 připojeno k francouzské koruně.